# Air Hawk and the Flying Doctors
Air Hawk and the Flying Doctors est une série de bande dessinée australienne de John Dixon lancée dans un journal de Perth en 1959 avant d'être rapidement diffusée dans tout le pays puis à l'étranger, et ce jusqu'en 1986. Lancé comme planche dominicale, la série a également fait l'objet d'une bande quotidienne à partir de 1963, dont l'histoire était indépendante de celle du dimanche.
Jim Hawk est un ancien pilote de chasse reconverti dans l'aviation civile qui vit diverses aventures depuis sa base d'Alice Springs, au cœur de l'Australie, aidé par son ami le docteur Hal Mathews et par l'infirmière amène Janet Grant. Dessinée dans un style réaliste par Dixon et ses nombreux assistants (dont Mike Tabrett, Hart Amos (en) et Keith Chatto (en)), Air Hawk est une série d'aventure associant enquête, intrigues sentimentales et humour.
En France, elle a été publiée en petit format dans divers titres des éditions Artima et Impéria sous les titres Jim Hawk et Air Hawk. Un recueil au format poche a également été publié en 1968 sous le titre Jim Faucon.